# 찰리 타핸
찰리 테이핸(Charlie Tahan, 영어 발음: /teɪˈhæn/, 1997년 12월 ~ )은 미국의 배우이다.

## 출연 작품

### 영화
- 나는 전설이다 (2007)
- 나이트 인 로댄스 (2008)
- 세인트 클라우드 (2010)
- 프랑켄위니 (2012) - 애니메이션
- 블러드타이즈 (2013)
- 블루 재스민 (2013)
- 라이프 오브 크라임 (2013)
- 러브 이즈 스트레인지 (2014)
- 페일 블루 아이 (2022)
- 어 컴플리트 언노운 (2024)

### 텔레비전
- 프린지 (2008)
- 로앤오더: 성범죄 전담반 (2010-11)
- 블루 블러드 (2012)
- 웨이워드 파인즈 (2015-16)
- 고담 (2015-17)
- 오자크 (2017-22)
- 캐슬록 (2018)
- FBI: 모스트 원티드 (2020)